# Madinat al-Hareer
 (mars 2015).
Si vous disposez d'ouvrages ou d'articles de référence ou si vous connaissez des sites web de qualité traitant du thème abordé ici, merci de compléter l'article en donnant les références utiles à sa vérifiabilité et en les liant à la section « Notes et références ».
Madinat al-Hareer est une ville nouvelle située au Koweït. Elle aurait une superficie de 250 km². Le coût du projet est estimé à 94 milliard de dollars. Son plan a été approuvé en juin 2014.
L'une des personnes chargées du projet est Sara Akbar.